# Eskilstuna City FK
Der Eskilstuna City Fotbollklub ist ein schwedischer Fußballverein aus der zentralschwedischen Stadt Eskilstuna. Der Verein spielte eine Spielzeit in der Allsvenskan.

## Geschichte

### Einmal erste Liga
Der Verein wurde am 1. November 1907 unter dem Namen Idrottsklubben City gegründet. Bei der Gründung der Allsvenskan im Jahr 1924 wurde die Qualifikation für das schwedische Oberhaus verpasst, so dass der Klub in die inoffizielle zweite Liga kam. Dort wurde die Mannschaft Staffelsieger in Mittelschweden und qualifizierte sich somit für die Aufstiegsspiele, in denen Westermalms IF mit zwei Siegen bezwungen werden konnte. In der Allsvenskan gelang jedoch nur ein Saisonsieg und als Tabellenletzter mit nur sechs Punkten stieg die Mannschaft direkt wieder ab. 

### Jahre in der Zweitklassigkeit
In der zweiten Liga gelang zwar erneut der Staffelsieg, in den Aufstiegsspielen scheiterte der Verein jedoch nach zwei Niederlagen an Djurgårdens IF und verpasste den direkten Wiederaufstieg. Ein Jahr wurde die Mannschaft zwar nur Dritte, konnte sich damit aber für die nun offiziell eingeführte, nur noch zwei Staffeln umfassende zweite Liga qualifizieren. Dort spielte man in der Nordstaffel und konnte mit einem Punkt Vorsprung auf die Absteiger Djurgårdens IF und IFK Stockholm knapp die Klasse halten. Nachdem man in der folgenden Spielzeit erneut als Drittletzter den Abstieg vermeiden konnte, beendete der Klub 1931 die Saison punktgleich mit Westermalms IF, wegen des schlechteren Torquotienten landete man allerdings auf dem vorletzten Rang und stieg in die dritte Liga ab. 
Als Staffelsieger gelang IK City der sofortige Wiederaufstieg, musste aber als Tabellenletzter zusammen mit Westermalms IF mit vier Punkten Rückstand auf den von BK Derby belegten letzten Nichtabstiegsplatz erneut in die Drittklassigkeit absteigen.

### Etablierung in der Drittklassigkeit
Ab 1933 spielte IK City wieder in der dritten Liga. Dort konnte sich die Mannschaft zwar im vorderen Teil der Tabelle der Südstaffel in Zentralschweden etablieren, aber anfangs nicht ernsthaft um den Wiederaufstieg mitspielen. 1936 gelang zwar der Vizemeistertitel, jedoch hatte Aufsteiger IF Rune am Saisonende fünf Punkte Vorsprung auf den Klub aus Eskilstuna. Erst 1941 konnte die Mannschaft die Liga dominieren und zog als Staffelsieger in die Aufstiegsspiele ein. Dort bezwang die Mannschaft den Meister der zentralschwedischen Nordstaffel Västerås SK und feierte die Rückkehr in die zweite Liga. Jedoch verpasste der Klub aufgrund des schlechteren Torverhältnisses im Vergleich zu den punktgleichen Mannschaften von IFK Västerås und Åtvidabergs FF den Klassenerhalt und stieg direkt wieder ab.
Erneut wurde als Tabellendritter der direkte Wiederaufstieg verpasst. 1944 gelang dann zwar der Staffelsieg in den Aufstiegsspielen kam die Mannschaft gegen Surahammars IF unter die Räder: im Hinspiel ging man mit einer 1:7-Niederlage unter, aber auch das Rückspiel auf heimischem Platz endete mit einer 1:3-Niederlage. Nach einer Vizemeisterschaft wurde die Mannschaft zwei Jahre später erneut Staffelsieger und trat dieses Mal gegen Enköpings SK in der Aufstiegsrunde an. Da beide Mannschaften jeweils ihre Heimspiele gewannen, war ein Entscheidungsspiel nötig, in dem IK City mit 0:2 unterlag und wiederum den Aufstieg verpasste. 
Nach Ende der Spielzeit 1946/47 wurde die dritte Liga reformiert und von bis dato 17 Staffeln auf vier verschiedene regionale Gruppen zusammengefasst. Als Vizemeister musste IK City daher um den Klassenerhalt kämpfen, setzte sich aber in der Relegation durch einen 2:0-Erfolg im Entscheidungsspiel gegen Hagalunds IS durch und qualifizierte sich für die neue dritte Liga. Dort gelang nur der siebte Platz, das schlechteste Ergebnis des Vereins in der Drittklassigkeit bis dahin. In der folgenden Spielzeit konnte der Klub die Staffel dominieren und wurde mit nur einer Niederlage Staffelsieger und kehrte nach sieben Jahren wieder in die Zweitklassigkeit zurück.

### Wieder in der zweiten Liga
In der Spielzeit 1949/50 wurde die Mannschaft Tabellendritter in der zweiten Liga und hatte am Ende nur vier Punkte Rückstand auf Zweitligameister Örebro SK. In der Folgezeit gelangen Plätze im Mittelfeld, wobei der Verein 1952 nur einen Punkt Vorsprung auf den Absteiger Sandvikens AIK hatte. Ein Jahr später spielte die Mannschaft um den Wiederaufstieg zur Allsvenskan mit. Zu Saisonende war die Mannschaft punktgleich mit Sandvikens IF, hatte jedoch ein um sechs Tore schlechteres Torverhältnis und wurde nur Vizemeister. 
IK City konnte allerdings nicht an den Erfolg anknüpfen und fand sich 1953/54 im Abstiegskampf wieder. Am Saisonende sprang mit einem Punkt Vorsprung auf Absteiger Västerås IK der sechste Tabellenrang heraus. In den beiden folgenden Spielzeiten gehörte die Mannschaft wieder der vorderen Tabellenhälfte an, 1957 wurde dann jedoch nur der drittletzte Platz belegt und der Verein musste erneut den Gang in die Drittklassigkeit antreten.
In der Division 3 Östra Svealand wurde IK City in einer wegen der Umstellung des Saisonrhythmusses auf das Kalenderjahr verlängerten Spielzeit 1957/58 auf Anhieb Meister und kehrte direkt in die zweite Liga zurück. Hier wurde die Mannschaft in der Rückkehrspielzeit Tabellenvierter. Zwei Jahre später wurde der Klub erneut nur Drittletzter und musste die zweite Liga verlassen. Dem direkten Wiederaufstieg folgte als Vorletzter mit nur zehn Punkten der sofortige Abstieg in die dritte Liga.

### Erneut dritte Liga
Mit acht Punkten Rückstand auf Meister Södertälje SK verpasste IK City 1964 den erneuten direkten Wiederaufstieg. In den folgenden Jahren konnte sich die Mannschaft stets im vorderen Teil der Tabelle platzieren ohne jedoch um den Aufstieg mitspielen zu können. Erst 1969 lieferte man sich mit Finspångs AIK ein Duell um den Aufstieg, das dank des besseren Torverhältnisses zugunsten der Mannschaft aus Eskilstuna ausfiel. 
Als abgeschlagener Tabellenletzter – es fehlten sieben Punkte auf einen Nichtabstiegsplatz – verpasste IK City jedoch den Klassenerhalt. Auch der direkte Wiederaufstieg wurde deutlich verpasst: als Tabellenvierter fehlten 17 Punkte auf Staffelsieger BK Derby. In den folgenden Jahren wurde es wieder enger, jedoch fehlten 1972 drei und 1973 vier Punkte für die Rückkehr. Anschließend ging es mit dem Klub bergab und 1975 wurde nur noch ein Abstiegsplatz belegt, so dass der Klub erstmals in die Viertklassigkeit abdriftete.

### Zwischen Liga drei und fünf
1980 gelang IK City die Rückkehr in die Drittklassigkeit, musste aber als Tabellenletzter direkt wieder absteigen. Nach einem sechsten Platz gelang als Tabellenzweiter 1983 der erneute Aufstieg in die dritte Liga. Wiederum verpasste der Klub eine Etablierung in der dritten Liga und musste diese wiederum nach nur einer Spielzeit nach unten verlassen. Nach einer Reform des Ligasystems startete die Mannschaft zeitweilig nur noch fünftklassig. Erst 1988 konnte der Verein aus der fünften Liga aufsteigen.

### Zurück in die dritte Liga
Als Aufsteiger aus der Fünftklassigkeit wusste IK City 1989 in der vierten Liga zu überraschen und konnte sich am Saisonende als Viertligameister und damit Aufsteiger in die nun drittklassige Division 2 feiern lassen. Dem direkten Wiederabstieg folgte der sofortige Wiederaufstieg in die dritthöchste Spielklasse. Hier konnte sich die Mannschaft in den folgenden Jahren im Mittelfeld der Liga etablieren. 

### Neuer Name und wieder Liga vier
2000 erfolgte die Umbenennung des Klubs von IK City in den heutigen Namen, Eskilstuna City FK. 2004 geriet der Klub in Abstiegsgefahr. Am Jahresende musste die Mannschaft wegen des schlechteren Torverhältnisses im Vergleich zu Västerås IK in der Relegation antreten. Dort konnte jedoch Kungsörs SK durch einen 2:0-Auswärtserfolg und ein 1:1-Unentschieden im Rückspiel bezwungen werden. 2005 wurde das schwedische Ligasystem erneut reformiert: als Tabellenzehnter entging der Klub zwar knapp dem Abstieg in die dann fünftklassige Division 3, verblieb aber in der zurückgestuften Division 2 und spielte daher nur noch viertklassig. Dort gelang 2006 mit 15 Punkten Rückstand auf den Staffelsieger Gröndals IK der fünfte Platz, ein Jahr später verpasste der Klub als Vizemeister hinter Arameiska-Syrianska Norsborg den Wiederaufstieg in die dritte Liga.

### Zwischen dritter und fünfter Spielklasse
2011 gelang als Meister der viertklassigen Division 2 Södra Svealand die Rückkehr in die dritte Liga. In dieser belegte der Verein in der Saison 2012 den sechsten Platz, ehe er die Folgesaison auf dem letzten Platz beendete. Seitdem spielt der Verein wieder in der Division 2. 2016 wurde beschlossen, dass die erste Mannschaft dem AFC United, der seinen Namen daraufhin zu AFC Eskilstuna änderte, beitritt. Seitdem konzentriert sich der Verein als Kooperationspartner auf die Jugendarbeit, behielt aber die Erwachsenenmannschaft bei. Diese stieg 2018 in die Fünftklassigkeit ab und rückte nach dem Aufstieg des traditionellen Lokalkonkurrenten und ebenfalls ehemaligen Erstligisten IFK Eskilstuna, der 2019 seinerseits als Staffelsieger in die Viertklassigkeit aufstieg, zumindest zeitweise in der lokalen Hierarchie nach hinten. Aufgrund der globalen COVID-19-Pandemie wurde der Spielbetrieb in der Saison 2020 verkürzt, so dass jede Mannschaft nur einmal gegen die Ligakonkurrenz spielte. Dabei platzierte sich der Klub als torgefährlichste Mannschaft mit 33 Treffern in elf Spielen auf dem zweiten Tabellenplatz und kehrte in die Viertklassigkeit zurück.  